# 타르수스
타르수스(튀르키예어: Tarsus, 그리스어: Ταρσός 타르소스[*], 아르메니아어: Տարսոն 다르손)는 소아시아 지방 도시 이름으로서 오늘날 튀르키예 중남부에 있으며, 지중해에서 16km 내륙으로 들어와 있다. 한글성서에서는 타르소(공동번역), 다소(개역한글판), 타르수스(천주교 성경)로 음역하고 있다.

## 역사
타르수스는 고대 아나톨리아 지역 문명인 히타이트 문명의 영향 하에 건설된 도시로서 고고학의 발굴 결과에 따르면 사람이 정착하기 시작한 시기는 기원전 3000-4000년까지 거슬러 올라간다. 도시는 천연적 항구 도시로서 지중해의 물물 교환과 교통 왕래를 통하여 빨리 발전하였으며, 기원전 7세기를 전후로 고대 그리스인이 소아시아 지역에 활발히 식민지를 건설하기 시작할 무렵 이들의 문화에 적지 않은 영향을 받은 것으로 보인다. 이후 기원전 333년 알렉산더 대왕이 점령했으며, 셀레우코스 제국의 지배를 받으며 점점 더 그리스화 되었다 .
로마 제국 시대에는 킬리키아 속주의 행정 수도 역할을 하였으며, 도시의 문화적 수준이 심지어 아테네와 알렉산드리아에 버금 갔다고 전해진다. (스트라본, 지리서 14. 673) 이 도시는 스토아 학파의 중심 도시 중 하나로, 디오게네스의 후계자인 아르케데무스(Archedemus), 기원전 3세기 초 스토아 학파의 수장이던 제논(이 제논은 제논의 역설의 그 제논이 아님), 기원전 2세기경 스토아 철학의 수장 이전 안티파테르(Antipater)를 비롯하여 Nestor, Athenodorus 등을 배출하였다. 한때는 역시 스토아 철학자인 키케로가 총독으로 있기도 하였다.
이집트의 여왕 클레오파트라가 배로 지중해를 건너 키드누스강을 거슬러 올라와 이곳에서 안토니우스를 만난 곳이기도 하다.
타르수스는 또한 사도 바울로의 고향으로 알려져 있다. 실례로 사도행전의 바울로 전승에 따르면, 사도 바울로 자신도 타르수스 출신임을 밝힌 적이 있다.